# Titus Licinius Valerianus
Titus Licinius Valerianus war ein im 3. Jahrhundert n. Chr. lebender Angehöriger des römischen Ritterstandes (Eques).
Durch eine Inschrift, die beim Kastell Bremenium gefunden wurde und die auf 201/300 datiert wird, ist belegt, dass Valerianus Tribun der Cohors I Fida Vardullorum civium Romanorum equitata milliaria war, die zu diesem Zeitpunkt in der Provinz Britannia stationiert war.